# Emilia Iris Nuyado Ancapichún
Emilia Iris Nuyado Ancapichún (San Pablo, ngày 17 tháng 8 năm 1968)  là một chính trị gia người Chile của Mapuche - Huillliche. Kể từ ngày 11 tháng 3 năm 2018, bà là thành viên của Hạ viện đại diện cho quận 25 ở khu vực Los Lagos.

## Sự nghiệp chính trị
Thành viên của Đảng Xã hội Chile từ năm 2000, bà đã là thành viên hội đồng tại xã San Pablo (vùng Los Lagos) trong bốn nhiệm kỳ. Bà cũng là cố vấn cho Tập đoàn Phát triển Bản địa Quốc gia (Conadi) và đã phục vụ ba nhiệm kỳ. Trong cả hai vị trí, bà đã được bầu bằng cách bỏ phiếu phổ biến có được đa số phiếu. bà tham gia cuộc bầu cử quốc hội năm 2017, ứng cử vào vị trí phó đại diện quận 25 (Osorno, San Juan de la Costa, San Pablo, Puyehue, Río Negro, Purranque, Puerto Octay, Fresia, Frutillar, Llanquihue, Puerto, Los Muermos) . Bà được bầu với 8.142 phiếu, bằng 6,3%. Bà nhậm chức vào ngày 11 tháng 3 năm 2018.